# Juan de Valencia (alarife)

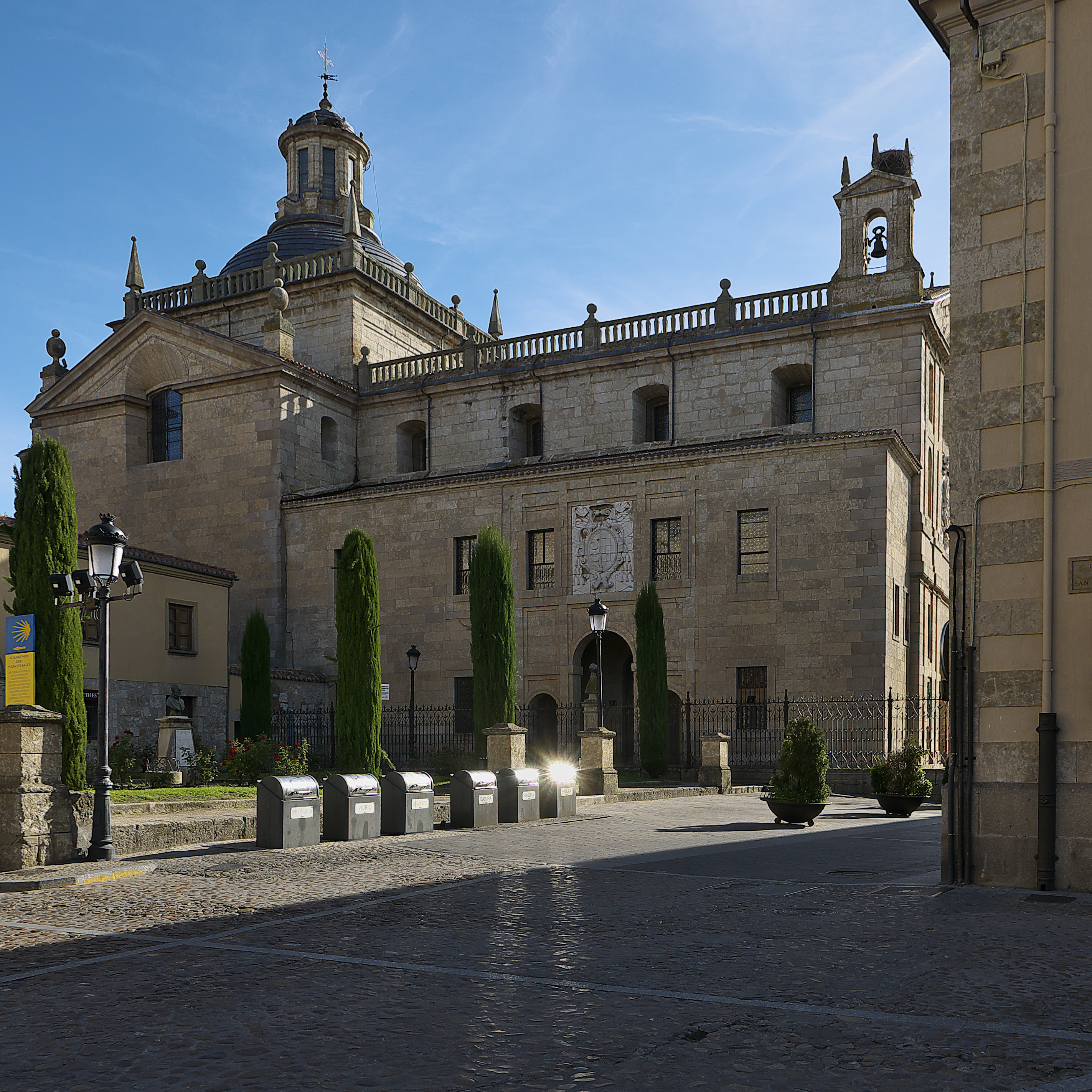
Capilla de Cerralbo, Ciudad Rodrigo

Juan de Valencia fue un alarife español del siglo XVI.

## Biografía
Conocido por haber sido uno de los maestros mayores de Felipe II, siendo uno de los primeros trazadores de la Plaza Mayor de Madrid. Trazó entre otras obras arquitectónicas la iglesia del desaparecido Monasterio de Santo Tomás de Aquino de Madrid, así como otras obras en Toledo. Junto con Juan de Herrera se encargó de la mayoría de las primeras obras de acondicionamiento de Madrid a la llegada de la Corte.